# Mouvement breton pendant la Seconde Guerre mondiale
 (juillet 2025).
Si vous disposez d'ouvrages ou d'articles de référence ou si vous connaissez des sites web de qualité traitant du thème abordé ici, merci de compléter l'article en donnant les références utiles à sa vérifiabilité et en les liant à la section « Notes et références ».
Le mouvement breton pendant la Seconde Guerre mondiale a connu des attitudes divisées vis-à-vis de l'occupant nazi, du gouvernement de Vichy et de la résistance.
Une partie  du mouvement politique s'engage, sous une forme ou sous une autre, dans la collaboration, notamment le Parti national breton, les Bagadoù stourm, ou le Bezen Perrot. D'autres acteurs du mouvement se retrouvent dans des mouvements de résistance comme Sao Breiz, ou le groupe Liberté de Saint-Nazaire.
Cette période de l'histoire va marquer durablement le mouvement, après-guerre comme au tournant des années 2000. Selon l'historienne Jacqueline Sainclivier « l’opprobre en a rejailli abusivement sur l’ensemble du mouvement breton dont l’image a longtemps été ternie ».

## Situation à la veille de la Seconde Guerre mondiale
La société bretonne hésite entre archaïsme et modernité. Si l’Église continue d'encadrer solidement la société, les prémices d'une déchristianisation se ressentent dans les ports et à l'intérieur de la région. La Bretagne des années 1930 vote massivement à droite, à l'exception de quelques pays comme le Trégor ou la Haute-Cornouaille. En 1936, malgré la bonne structuration des partis de gauche, le Front populaire est rejeté lors des élections législatives. Bien implanté chez les cheminots, les marins, les dockers et les salariés de grandes entreprises, le PCF est a contrario pratiquement absent dans le monde rural. La syndicalisation est très forte dans les arsenaux, les ports, les entreprises métallurgiques ou dans l'industrie de la chaussure. Quant aux campagnes, elles se démarquent avec un syndicalisme refusant la lutte des classes et rassemblant grands propriétaires et petits exploitants.
La Première Guerre mondiale est une véritable coupure. La Bretagne, comme le reste de la France, est saignée à blanc. Plus de la moitié des hommes bretons entre 20 et 40 ans sont morts, l'impression d'avoir été systématiquement en première ligne est très vive et ravive la victimisation.
Le régionalisme (qui prétend unir la petite et la grande patrie), conservateur, obtient des succès publics (organisation de fêtes bretonnes officielles, revues centralisant les actualités des organisations bretonnes). Selon Michel Nicolas, c'est après 1914 que le nationalisme breton se développe.

## Acteurs

### Collaboration
Selon Christian Bougeard : 
La fraction d’extrême-droite du mouvement breton, appelée Emsav, acquise au fascisme avant la guerre, du moins pour la poignée de cadres et de militants restée fidèle au PNB, va immédiatement choisir le camp de l’Allemagne nazie, soit par idéologie (Mordrel, Debauvais), soit par expédientisme, c’est-à-dire comme les Irlandais de l’Armée Républicaine Irlandaise, l’IRA, l’avaient fait contre les Britanniques pendant la Première Guerre mondiale. Ils tentent de profiter de la défaite française en jouant la carte allemande pour obtenir l’indépendance de la Bretagne ou au moins une certaine autonomie (les frères Delaporte).
Parmi les mouvements collaborationnistes se trouve le courant ouvertement séparatiste du Parti national breton ; dissous en octobre 1939, il se reconstitue rapidement à l'automne 1940 et devient le parti politique le plus actif en Bretagne sous l'Occupation. Ayant rompu dès 1931 avec le régionalisme, ses fondateurs (Olier Mordrel / François Debeauvais) s'inspirent de la révolution irlandaise et jouent la carte nationaliste. Lorsque la guerre éclate, le PNB opte pour une ligne de ferme neutralité. Certains membres du courant dur, dont l'idéologie anti-démocratique est très complaisante à l'égard de la xénophobie et de l'antisémitisme, influencé par les celtisants allemands, s'apparente à tous les fascismes européens. Pendant la guerre l'activisme du Parti national breton a complètement dominé les autres tendances du mouvement breton, qui dès lors s'en est trouvé discrédité. Le Parti national breton ne se démarquait pas des autres mouvements fascistes qui naissaient en Europe :

« Avec ses rites, ses pratiques et ses symboles — noyau commun à tous les partis fascistes — le service d’ordre du PNB ne diffère pas fondamentalement de ceux de mouvements comme le PPF ou le Parti franciste de Marcel Bucard. Par leur décorum, calqué sur la liturgie nazie, les congrès du PNB se donnent des allures de mini-Nuremberg, effets de masse en moins. Le culte du chef y est de règle, bien que Raymond Delaporte soit vraiment peu charismatique. C’est précédé d’un sonneur que le chef fait son entrée au congrès, les Bagadou Stourm formant la clique. »

En 1941 est fondé par Yann Goulet les Bagadou stourm,. Cette organisation a « toutes les caractéristiques des Chantiers de jeunesse du Maréchal Pétain. Si le terme de milice est impropre du fait qu’ils ne sont pas armés, les jeunes des Bagadou Stourm ne sont pas pour autant des boy-scouts. N’hésitant pas à faire le coup de poing. Au fil du temps l’organisation de jeunesse prend en effet de plus en plus l’apparence d’une formation paramilitaire. ».
Le 11 novembre 1943, Célestin Lainé fonde le Bezen Perrot,. L'unité dépend du Sicherheitsdienst.
Le 17 avril 1944, l'unité du Kommando de Landerneau voit le jour. Il s'agit d'une troupe d’unités mobiles composées de soldats de la Wehrmacht et destinée à anéantir la Résistance. L’unité combine Allemands, nationalistes bretons, agents retournés et complices. Les agents coopèrent pour des raisons idéologiques, pécuniaires et sécuritaires. Elle dispose de ses propres moyens et indicateurs, mais collabore également avec différents services allemands et d’autres formations paramilitaires.

#### Journaux et revues collaborationnistes
Breiz Atao était le nom de plusieurs revues autonomistes de l'entre-deux guerres, mais ne paraît pas durant le conflit, mise à part, très tardivement (à partir de mai 1944), une feuille qui porte ce nom et dirigée par Célestin Lainé. Par extension, le terme « Breiz Atao » a servi à désigner les nationalistes bretons compromis avec l’occupant.

#### Raisons de la collaboration
La collaboration avec le gouvernement de Vichy ou avec les autorités allemandes n'est pas seulement due à l'opportunisme de militants bretons voyant dans la victoire nazie le moyen d'atteindre leurs objectifs, mais elle est due pour d'autres à la proximité idéologique de certains leaders militants bretons avec le pétainisme ou le nazisme. Au moment de mourir dans une clinique SS, Francez Debauvais déclarait encore :
«  Camarades de la formation Perrot, je vous salue. (…) Ce n'est pas parce que nous croyons que l'Allemagne sortira victorieuse du gigantesque conflit, que depuis le premier jour de la guerre nous sommes à ses côtés. Notre choix ne relève pas de l'opportunisme, mais d'une conception du monde commune sur des points essentiels. (…) La situation est déjà toute clarifiée, en revenant à la politique de Breiz Atao qui était toute de clarté. Cette politique consistait, au point de vue extérieur, à rechercher l'appui allemand. Nous y avons travaillé avec d'autres, pendant près de vingt ans.  »
La « Révolution nationale », l'idéologie officielle du régime de Vichy, trouve un écho favorable auprès des autonomistes ; car plutôt qu'une révolution, il s'agit en réalité d'une contre-révolution d'inspiration monarchiste qui vise à détruire la République et les apports de la Révolution française.
Pour les « scientifiques » racistes allemands, les Bretons, au même titre que les Flamands par exemple, n'étaient pas considérés par ces théoriciens comme des « sous-hommes » (Untermenschen). Ils distinguaient racialement les Français latins des Bretons d'une manière qu'ils pensaient objective. Cette théorie concernant l'existence objective d'un « peuple breton » est fondamentale dans le discours des militants nationalistes bretons[réf. nécessaire].

#### Perception par la population et la résistance
Les cercles nationalistes peinent à rallier des membres à l'époque. Le premier congrès du Parti nationaliste breton qui s'était tenu à Landerneau le 27 décembre 1931 comptait 25 militants. Ces groupuscules s'attirèrent en plusieurs occasions l'hostilité d'une partie de la population. Par exemple, le 8 août 1943, les Bagadoù Stourm défilant au pas de l'oie dans les rues de Landivisiau (Finistère) se battirent avec une partie de la population locale à la sortie de la messe. La police allemande dut intervenir pour rétablir l'ordre.
Plusieurs nationalistes bretons furent abattus par la résistance en 1943, le plus connu est l'abbé Perrot abattu le 12 décembre 1943 par Jean Thépaut, membre de l'Organisation spéciale du PCF. Auparavant, le 3 septembre 1943, Yann Bricler est abattu dans son bureau par 3 FTPs, de même pour Yves Kerhoas abattu par la résistance à la sortie d'une fête dans le village de Plouvenez. Les résistants bretonnants parlaient des autonomistes en disant : « Breiz Atao, mad da la(zh)o » (« Breiz Atao, bon à tuer »), formule imaginée par le curé de Gouézec à la fin des années 1920 et qu'il faisait répéter à ses ouailles pour les pousser à s'en prendre aux « autonomistes ».
Les réseaux de résistance bretonne risquaient à tout moment de se faire infiltrer par des membres du Parti national breton. Les autonomistes bretons étaient une cible prioritaire selon Roger Le Hyaric, commandant des FTP du Morbihan : « Pour développer au mieux ses nouvelles possibilités, la Résistance doit prendre ses responsabilités, en priorité celle d’assurer la sécurité des maquis, donc de mater les autonomistes bretons, de faire entrer les collabos dans leur coquille. La bande de Breiz Atao de Ruyet à Bubry était l’une des plus vomies par la population. Ces gars s’introduisaient d’autant mieux dans les campagnes qu’ils parlaient breton et étaient capables de tout ».

### Résistance
la Résistance en Bretagne se développe progressivement, puis cette expansion s'accélère fortement à partir de 1942.

Selon Christian Bougeard :
les lieux d’embarquement vers l’Angleterre en 1940, la France libre et surtout les FNFL, les réseaux d’évasion et les liaisons maritimes occupent une place de choix en Bretagne occidentale, en particulier dans le Finistère. Ce n’est pas surprenant quand on sait que les premières missions londoniennes de dépose d’agents ont eu lieu très tôt en 1940 à la pointe de Bretagne et quand on connaît le poids des Bretons dans la France libre. Avec 17,2 % des volontaires (sans les troupes coloniales), plus que l’Île de France, la Bretagne (sans la Loire-Inférieure) a été la première région pourvoyeuse de Free French17, le Finistère en fournissant 7 % à lui seul.
L'historienne Jacqueline Sainclivier décrit en 2001 la spécificité de la Résistance bretonne comme étant « due à ses côtes et ne relèvent (sic) pas d'une identité régionale particulière ». Dans un ouvrage de 2007, l'historien Jean-Jacques Monnier identifie près de trois cents personnes engagées dans la Résistance et les FFL et qui ont été avant ou après la guerre militants régionalistes, fédéralistes, autonomistes ou nationalistes bretons. Il en conclut que celles-ci sont trop personnelles pour en tirer des conclusions générales.
De son côté, l'historienne Mona Ozouf a raconté comment une partie des amis de son père, Yann Sohier, de cette mouvance ont choisi diverses formes de collaboration pro-vichyste et/ou pro-allemande, pendant que d'autres militants bretons rejoignaient la Résistance.

#### Sao Breiz
En 1940, l'association Sao Breiz (Debout Bretagne), destinée à aider les Bretons des Forces françaises libres, compte dans ses rangs plusieurs membres de l'Union régionaliste bretonne et de l'association Ar brezoneg er skol, fondé avant-guerre par Yann Fouéré. Ainsi Maxime de Cadenet, membre du dernier groupement, élabora avec quelques camarades, un projet de statut accordant un certain nombre de libertés politiques à la Bretagne au moment de la signature de la paix, qui fut présenté au général de Gaulle. Selon Yann Fouéré, ce plan aurait été assez proche, en esprit, de celui que le comité consultatif de Bretagne se proposait de soumettre en 1943 au maréchal Pétain. Ces deux plans ne connurent pas de suite.

#### Groupe Liberté
Six sympathisants et neuf jeunes du PNB ont, selon Jean-Jacques Monnier, rejoint le groupe Liberté de Saint-Nazaire, leur anglophilie aurait été déterminante. Toujours selon Monnier, le groupe « Liberté ou thimoléon » a participé, à des actions de résistance durant l'occupation, puis sous le nom de « Bataillon de la Poche », à la libération de la poche de Saint-Nazaire en mai 1945.

#### Des liens nationalistes / résistance à Londres
Le peintre René-Yves Creston, malgré sa participation à l'Heure Bretonne, était affilié au réseau de Résistance du musée de l'Homme. Il aurait reçu par Yann Fouéré en octobre 1940, un petit mémoire pour un projet de décentralisation de la Bretagne (continué selon lui par le comité consultatif de Bretagne), précédé d'un court préambule précisant les origines de la question bretonne destiné à Londres. Le 5 mai 1946, René-Yves Creston reçoit le Certificat of Service signé du maréchal Bernard Montgomery pour son action au service des Alliés.

#### Engagement
- La participation avant guerre à des mouvements autonomistes ou fédéralistes minoritaires, tels le Parti autonomiste breton (PAB) ou la Ligue fédéraliste de Bretagne, dont l'antifascisme et la critique de l'extrême droite étaient avérés, a favorisé un engagement résistant (comme Francis Gourvil, Youenn Souffes-Després ou Jean Le Maho).
- d'autres enfin se sont engagés dans la Résistance à titre personnel, ou en groupe (Groupe FTP Bleiz Mor constitué de plusieurs militants du PNB du secteur de Paimpol et Rostrenen opérant dans le Mené et le Trégor, le groupe Liberté à St Nazaire et Missilac, les régionalistes regroupés au sein des FFL de Sao Breiz, et plusieurs dizaines de militants régionalistes et nationalistes bretons se sont engagés dans divers réseaux de résistance), puis ont renoué pour certains d'entre eux avec le militantisme breton après la Libération. De plus, plusieurs dizaines d'anciens résistants FFI/FTP ou FFL, non militants bretons avant guerre, se sont engagés après guerre dans de nouveaux mouvements régionalistes, autonomistes ou de défense de l'identité bretonne (cf ouvrage de Jean Jacques Monnier, Résistance et Conscience Bretonne, 2007).

## Chronologie

### Drôle de guerre
En 1939, la Bretagne représente 5 millions de mobilisés, soit 12,5 % des Français. Parallèlement, les autorités organisent des déplacements de populations des grandes villes vers la Bretagne.
lusieurs nationalistes breton comme Fred Moyse, François Debauvais ou Olier Mordrel s'exilent en Allemagne. Debauvais et Mordrel travaillaient pour Radio Breiz, une radio de propagande anti-française financée par l'Allemagne.En mai 1940, Olier Mordrel proclame un gouvernement breton en exil, ou Bretonische Regierung.

### Campagne de France
Le 18 juin, les soldats allemands entrent dans Rennes, marquant le début de l'occupation de la Bretagne.

### Occupation

#### 1940
Le 22 juin, suivant l'appel lancé par Charles de Gaulle, toute la population mâle de l'île de Sein, soit 124 hommes, gagne le Royaume-Uni pour poursuivre la lutte.
Avant de retourner en Bretagne après l'invasion de la France, Mordrel, Moyse et André Geffroy de Carhaix obteniennent des Allemands de regrouper les prisonniers de guerre bretons dans plusieurs camps. Ils font la tournée de ces camps promettant la libération à ceux qui accepteraient de soutenir leur cause en devenant soldats de cette « armée bretonne ». Nombreux sont les Bretons qui refusent cette offre s’en prenant parfois aux chefs séparatistes. Pour rentrer chez eux, entre 300 et 600 prisonniers au maximum ; la plupart s’évaporent dans la nature à la première occasion. D'après Hervé Le Boterf, l'accueil dans le camp de Luckenwalde est enthousiaste.
En juillet 1940, Mordrel, Marcel Guieyesse , l’un des fils de l’ancien député radical-socialiste de Lorient, et Laîné, le chef du Kadervenn, forment le Comité exécutif du Conseil national breton (CNB), présidé par Debauvais. Le 3 juillet, une centaine de séparatistes, dont une trentaine de prisonniers libérés, se réunissent en congrès au château des Rohan à Pontivy pour entériner ce CNB et proclamer dans un programme la naissance d’un État breton que les Allemands n’acceptent pas, préférant jouer la carte de Pétain et de l’État français bientôt demandeurs d’une collaboration.
Le 14 juillet 1940 est lancé un journal de propagande L’Heure Bretonne, imprimé sur les presses de L’Ouest-Éclair réquisitionnées à Rennes.
Le 17 juillet, Jacques Mansion, premier espion de la France libre en zone occupée, débarque en Bretagne.
Le 22 décembre, Honoré d'Estienne d'Orves débarque à Plogoff en Bretagne pour organiser le réseau de renseignement Nemrod.

#### 1941
Les enterrements des aviateurs alliés sont salués par une foule importante ; quatre mille personnes chantent la Marseillaise à Rennes en juin 1941.

#### 1942
Les réseaux d'exfiltration d'aviateurs alliés par les côtes bretonnes prennent une importance accrue en 1942.

#### 1943
À partir d'avril 1943, la Gestapo créé des unités spécialement destinées à lutter contre la résistance. Constituée fin avril 1944 à Landerneau, Le Kommando de Landerneau faisait partie de ces unités. Il est composé de 18 hommes de troupe allemands et une dizaine d'agents de renseignement français (dont quelques autonomistes bretons) ainsi que des résistants retournés. Elle fut engagée contre de nombreux maquis, par exemple les maquis de Trégarantec, Rosnoën, Plomodiern... Plusieurs résistants seront torturés. Le Kommando procéda également à des exécutions sommaires.

#### 1944
Le « réseau Shelburne » en 1944 réussit à exfiltrer cent vingt-quatre aviateurs alliés.

### Libération
La libération de la Bretagne se termine le 19 septembre 1944 avec la fin de la bataille de Brest, sauf pour les poches de Lorient et de Saint-Nazaire qui tiennent jusqu’au 9-11 mai 1945.
La garnison allemande ne déposera les armes que le 10 mai 1945 ; c'est la reddition de la poche de Lorient.

## Historiographie
D'après Sébastien Carney :
À une phase de deuil et de règlements de comptes, de la Libération au début des années 1950, succède le temps du refoulement et des témoignages complaisants des militants, qui débute après les lois d'amnistie de 1951 et 1953. Après le départ de De Gaulle, les certitudes volent en éclat au profit d'une lecture plus critique, qui mobilise universitaires et étudiants, dans le milieu des années 1970. Dès lors, la collaboration du mouvement breton est un thème abondamment abordé, jusqu'à l'obsession parfois.

### Premiers témoignages militants (1945-1970)
Pendant les années qui suivent la fin de la Seconde Guerre mondiale, l'histoire du mouvement breton est surtout traitée par le biais de témoignages d'acteurs de l'époque, principalement sous la forme de plaidoyers militants. Des auteurs comme Yann Fouéré, membre de l'Union régionaliste bretonne et du Comité consultatif de Bretagne pendant cette période, qui publie La Bretagne écartelée en 1962, Ronan Caouissin qui publie Complots pour une République bretonne. Les dossiers secrets de l'autonomisme breton en 1967, ou Olier Mordrel dirigeant du Parti national breton qui publie Breiz Atao ou Histoire et actualité du nationalisme breton en 1973 sont les principales sources publiées à l'époque.

### Premiers travaux scientifiques (1970-2000)
Les années 1970 marquent un tournant dans les recherches sur ce domaine avec l'arrivée des premiers travaux scientifiques faits à partir de sources recoupées par des témoignages, et l'arrivée d'une génération n'ayant pas connu la guerre. Bertrand Frélaut soutient ainsi en 1970 une thèse à l'université de Rennes sur Les nationalistes bretons de 1939 à 1945, puis Alain Deniel publie Le mouvement breton en 1976. Ces travaux sont à l'origine de conflits avec des acteurs de l'époque, car contredisant leurs versions des faits. L'historien et alors président de l'université Rennes 2 Michel Denis publie pour selon-lui « ne pas laisser le champ libre au révisionnisme » Mouvement breton et fascisme. Signification de l'échec du second Emsav dans le livre Régions et régionalisme en France du XVIIIe siècle à nos jours de Christian Gras et Georges Livet de 1977. Cette première série de recherches est complétée par Michel Nicolas avec son Histoire du mouvement breton de 1982 et par Henri Fréville et son Archives secrètes de Bretagne, 1940-1944 de 1985.

### Depuis les années 2000
Les travaux les plus récents comptent ceux de Kristian Hamon, Les nationalistes bretons sous l'Occupation en 2001, et le L'hermine et la croix gammée. Le mouvement breton et la collaboration de Georges Cadiou de 2001. Par ailleurs les thèses et articles de Jacqueline Sainclivier et Christian Bougeard sur la Bretagne sont considérés comme faisant autorité sur la question.
Le sujet connaît une vague de politisation à la fin des années 1990, entraîné par la question régionale en France : processus de Matignon concernant la Collectivité territoriale de Corse en 2002, campagne en faveur de la ratification de la charte européenne relative aux langues régionales, conséquences de l'attentat de Quévert en 2002...
Sur l'ampleur du mouvement de collaboration par le mouvement breton, Jacqueline Sainclivier parle de « fraction ultraminoritaire (...) pro-nazie au point d’accepter et de vouloir, pour certains, la création d’une milice (la « milice Perrot ») sous uniforme allemand et dépendante du SD (Sicherheitsdienst).» ou d'« infime minorité ». Sur la nature des factions du mouvement breton impliquées dans la collaboration, l'historien Christian Bougeard parle des « éléments les plus engagés du mouvement, culturel ou politique, breton », là où Michel Nicolas parle « la quasi-totalité du Mouvement breton organisé politiquement ». Pour Luc Capdevila, « Tous les militants bretons n'étaient pas impliqués dans les faits d'armes au côté de l'Allemagne ; mais les liens étaient étroits entre le mouvement culturel, le mouvement politique et la collaboration avec les troupes d'occupation. La radicalité de certains collaborationnistes du PNB, des bagadou stourm, des proches du PNB, et plus généralement les choix politiques effectués par les cadres et la majorité des militants du deuxième Emsav, les rendaient particulièrement exposés dans le contexte politico-militaire de la Libération».